# Desa Kertamukti (administrativ by i Indonesien, lat -6,81, long 107,38)
Desa Kertamukti är en administrativ by i Indonesien.   Den ligger i provinsen Jawa Barat, i den västra delen av landet, 90 km sydost om huvudstaden Jakarta.